# Berardo I dei Bonacolsi
Berardo dei Bonacolsi (Mantova, XIII secolo – XIII secolo) è stato un nobile italiano.

## Biografia
Era il figlio terzogenito di Giovanni dei Bonacolsi, detto Gambagrossa, di Pinamonte (1206-1293), signore di Mantova.
Il 22 gennaio 1273 ottenne dai monaci di San Zeno di Verona parte di terre e castello di Villimpenta.
Possedeva il castello di Villa Imperta, che cedette all'Abbazia di San Zenone in Verona nel 1297.

## Discendenza
Berardo ebbe tre figli:
- Pietro, sposò nel 1314 ca. in seconde nozze Mabelona Gonzaga, figlia di Guido Corradi, il cui fratello Luigi (1268-1360), divenne primo capitano del popolo di Mantova. Fu il fondatore della dinastia dei Gonzaga;
- Costanza, sposò Antoniolo (Antonio) Corradi, figlio di Bonaventura Corradi, dai quali discesero i Gonzaga di Mantova
- Novellino.

## Ascendenza
|                        |     |                | Genitori              |  |  | Nonni                   |  |  | Bisnonni              |  |
|                        |     |                |                       |  |  | Pinamonte dei Bonacolsi |  |  | Martino dei Bonacolsi |  |
|                        |     |                |                       |  |  | Pinamonte dei Bonacolsi |  |  | Martino dei Bonacolsi |  |
|                        |     | ...            |                       |  |  | Pinamonte dei Bonacolsi |  |  |                       |  |
| Giovanni dei Bonacolsi |     |                |                       |  |  | Pinamonte dei Bonacolsi |  |  |                       |  |
|                        |     | ? Da Correggio | Guido II da Correggio |  |  |                         |  |  |                       |  |
|                        |     | ? Da Correggio | Guido II da Correggio |  |  |                         |  |  |                       |  |
|                        |     | ? Da Correggio | Mabilia della Gente   |  |  |                         |  |  |                       |  |
| Berardo dei Bonacolsi  |     | ? Da Correggio |                       |  |  |                         |  |  |                       |  |
|                        | ... | ...            |                       |  |  |                         |  |  |                       |  |
|                        | ... | ...            |                       |  |  |                         |  |  |                       |  |
|                        | ... | ...            |                       |  |  |                         |  |  |                       |  |
| N.N.                   | ... |                |                       |  |  |                         |  |  |                       |  |
|                        |     | ...            | ...                   |  |  |                         |  |  |                       |  |
|                        |     | ...            | ...                   |  |  |                         |  |  |                       |  |
|                        |     | ...            | ...                   |  |  |                         |  |  |                       |  |
|                        |     | ...            |                       |  |  |                         |  |  |                       |  |